# Middlebrow
Middlebrow (it.: "fronte-media", da porsi in relazione alle analoghe e contrapposte forme Highbrow, fronte alta, e Lowbrow, fronte bassa, la cui origine è associata a considerazioni fisiognomiche/frenologiche) è un termine della lingua inglese utilizzato nella sociologia della cultura e nella critica per indicare, spesso in contesti polemici, una categoria di prodotti culturali e artistici (in particolar modo letterari) che si offrono al pubblico per le loro caratteristiche di facile accesso e fruizione (in termini di sforzo culturale richiesto per la loro comprensione).
Per le sue caratteristiche intrinseche, tale produzione si colloca in posizione intermedia rispetto alle classiche suddivisioni in cultura alta e bassa. Compongono il middlebrow, in campo letterario, i "prodotti" appartenenti a quel panorama costituito da letteratura di genere, consumo e intrattenimento, legati alla società e alla cultura di massa e all'orizzonte di "mercificazione" della cosiddetta industria culturale. La cultura middlebrow è stata definita come una "forma parassitaria", il cui "statuto ibrido",  per autodefinirsi, dipende da entrambi gli estremi, alto e basso: del primo è succube per imitazione, dal secondo dipende per negazione.
Lo stesso termine viene impiegato anche come sostantivo per indicare le persone o le platee sociali che si nutrono di tali prodotti culturali o alle quali tali produzioni sono destinate: l'uso in tale accezione, tuttavia, è molto più connotato in senso negativo, se non addirittura intriso di intenti spregiativi, con esiti semantici a volte percepiti perfino oltre il limite dell'insulto.
L'emergere di quest'area intermedia (con la conseguente necessità di un termine in grado di definirla) è l'esito di un processo socioculturale che si lega, in generale, allo sviluppo industriale e al delinearsi di una sempre più evidente ed espansiva classe media, un segmento mobile e benestante della stratificazione sociale che è stata pur sempre formata ed educata nel sistema di valori e nelle aspirazioni delle classi superiori, pur di quest'ultime non avendo ereditato i privilegi.

## Origine del termine e diffusione
L'espressione è una frase d'autore la cui coniazione è avvenuta in ambito satirico, nel 1925, ad opera della rivista britannica Punch, che attribuiva alla BBC la "scoperta" parodistica di una nuova categoria antropologica, quella di un pubblico che spera, un giorno, di poter acquisire familiarità con quelle cose che gli "devono" per forza piacere, piuttosto che con quelle che davvero gli piacciono. A proposito di tale genesi, l'Oxford English Dictionary segnala una precedente attestazione della parola in un diverso contesto, più neutro e passeggero, in un pezzo giornalistico di un anno prima, apparso nel maggio 1924 sul Freeman's Journal,  un quotidiano nazionalista irlandese).
Un'apparizione ugualmente passeggera del termine, forse la prima attestazione scritta in assoluto, risale all'anno prima, quando fu usato di passaggio dalla scrittrice britannica Marjorie Bowen in un articolo del 1923 sul giornale Daily Chronicle, nel quale osservava il trattamento in dettaglio che scrittori higbrow, e di un buon numero di middlebrow, riservavano all'infedeltà coniugale e alle angosce della vita matrimoniale (l'annotazione della Bowen viene ripresa e citata da un articolo apparso il 12 maggio 1923 su The Queenslander).
Il procedimento con cui è stata costruita questa parola macedonia richiama da vicino quello che ha portato alla coniazione di altri due analoghi termini, Highbrow e Lowbrow (fronte alta e fronte bassa, di derivazione eminentemente frenologica), che già si erano imposti, nel mondo anglosassone, sia come sostantivi per indicare i segmenti "alti" e "bassi" della cultura, sia come aggettivi per qualificare le classi e gli individui che ne erano fruitori e protagonisti.
Il termine, quando usato in funzione di aggettivo, è traducibile in italiano come  "accessibile, adatto a persone di cultura mediocre". Nella sua funzione di sostantivo, serve a qualificare in modo dispregiativo il soggetto portatore di "cultura mediocre" o l'opera appartenente a tale ristretto orizzonte culturale.

## Dibattito critico sulla cultura "middlebrow"
In principio, negli anni venti, il termine si diffonde un'accezione sostanzialmente neutra, con un significato che, travalicando i generi, dalla musica al teatro, serviva a delineare la fisionomia di un modo di accostarsi alla cultura tipico di un certo disinvolto individualismo anglosassone borghese, svincolato da complessi di inferiorità a da sudditanze rispetto a gerarche critiche consolidate. L'espressione è stata ripresa nel decennio successivo, quando è venuta in auge, divenendo poi di uso corrente, in quella diatriba intellettuale nota come battle of the brows ("battaglia dei brow"), nata sullo sfondo degli anni trenta del Novecento, quando l'intellighenzia anglosassone iniziò a denunciare quello che veniva percepito come un abbassamento del livello culturale per effetto della disinibita modernità, in fatto di gusti culturali, dell'emergente classe media borghese, che diviene obiettivo commerciale di scrittori "di romanzetti e di periodici d'assalto". Il termine è stato adottato, ad esempio, negli attacchi polemici portati dalla scrittrice Virginia Woolf e dal critico anarchico Dwight MacDonald (oltre che, in una certa misura, da Russell Lynes), che si sono spesi in favore di un'auspicata marginalizzazione modernista della cultura di massa rispetto alla cultura alta. Il middlebrow, in quest'ottica, è bollato come un tentativo maldestro e inefficace di realizzazione culturale e intellettuale, o come un epiteto per caratterizzare quella produzione letteraria e artistica che enfatizza le connessioni emozionali e sentimentali ma trascura la qualità e l'innovazione letteraria. Diverso, invece, è stato l'atteggiamento del postmodernismo, più incline a vedere i vantaggi di una posizione middlebrow che sia, tuttavia, consapevole e non estranea all'alta cultura ma capace di contemperare le espressioni "alte" con le esperienze e le aspirazioni "ordinarie" della vita di tutti i giorni.

### Virginia Woolf
Virginia Woolf articolò un'esplicita critica derisoria del middlebrow nell'ottobre 1932, in una lettera indirizzata all'editore del New Statesman & Nation. La missiva, che non fu mai spedita, si occupava di un programma radiofonico che attaccava gli esponenti della cultura Highbrow. La lettera fu pubblicata postuma dieci anni più tardi, nel 1942, nella collezione di saggi intitolata The Death of the Moth.
Virginia Woolf attaccava i middlebrow come meschini approvvigionatori di cultura highbrow per il proprio superficiale beneficio. Piuttosto che scegliere libri per il loro valore intrinseco, i middlebrow scelgono di leggere quello che è stato detto loro essere il meglio. I middlebrows si preoccupano di "come" essi li fanno sembrare, a differenza degli highbrow, donne e uomini di avanguardia che agiscono in base alla loro indefettibile dedizione alla bellezza, al valore, all'arte, alla forma, all'integrità. Virginia Woolf sosteneva che “noi highbrows leggiamo ciò che ci piace, facciamo ciò che ci piace, ed elogiamo ciò che ci piace”. Allo stesso modo, un lowbrow è dedito a un singolare interesse, è una persona “dalla vitalità di un purosangue che cavalca il proprio corpo alla ricerca del vivere, lanciato a galoppo attraverso la vita”;  per questo, highbrow e lowbrow sono entrambi allo stesso modo degni di rispetto perché essi vivono per ciò a cui riconoscono intrinseco valore.
I middlebrow, invece, per Virginia Woolf non sono "né carne né pesce", sono persone che ella classifica come gente che "si muove e si agita senza scopo, senza interessarsi a nulla in particolare, né dell'Arte in sé, né della Vita in sé, ma ad entrambe, mescolate in modo indistinguibile, e in modo abbastanza sguaiato, con il suo desiderio di denaro, fama, potere, o prestigio”. Il loro sistema di valori predilige il guadagno veloce attraverso la letteratura già designata come 'Classico' e 'Grande', mai frutto di una loro scelta, perché “comprare arte vivente richiede gusto vivente”. I middlebrow sono appariscenti  — che è molto meno impegnativo dell'autenticità.

### Russell Lynes: "Highbrow, Lowbrow, Middlebrow"
Russell Lynes, dell'Harper's Magazine, in un articolo dal titolo "Highbrow, Lowbrow, Middlebrow", indirizzò i propri strali satirici verso l'atteggiamento di disprezzo culturale highbrow espresso da Virginia Woolf nella sua celebre "lettera al direttore". Citando le sue parole, insieme aa quelle di altri sostenitori dell'highbrow, come il critico Clement Greenberg, Lynes parodiò il pomposo senso di superiorità highbrow facendo notare come le sottili distinzioni tra i vari "brow", che la scrittrice trovava significative, erano nient'altro che mezzi di affermazione della propria superiorità culturale. Nello specifico, Lynes prendeva di mira la pretesa highbrow che i prodotti usati da una persona distinguessero il suo livello di dignità culturale, e lo faceva, in modo satirico, proprio individuando i prodotti che dovrebbero permettere di identificare una persona middlebrow.
Lynes continuava con ulteriori suddivisioni tra i "brows", dividendo il middlebrow esecrato dalla Woolf in due segmenti: "upper-middlebrow" e "lower-middlebrow". I primi, con il loro mecenatismo verso le arti, rendono possibile l'attività degli highbrow. Musei, orchestre, opere musicali, case editrici sono portate avanti da upper-middlebrows. I lower middlebrow tentano di usare le arti in funzione di miglioramento personale: "decisi a migliorare le loro menti allo stesso modo delle loro fortune personali". Intento anche a vivere il semplice e facile stile di vita tratteggiato nella pubblicità; il “lower middlebrow-ismo” era "un mondo che profuma di sapone" . Mettendo sotto una luce caricaturale la visione di Virginia Woolf, Russell Lynes delinea un "mondo perfetto" liberato dai middlebrow, in cui i lowbrows lavorano mentre gli highbrows si dedicano alla creazione di arte pura fine a sé stessa.
Mesi dopo, la rivista Life chiese a Lynes di distinguere in modo specifico tra i cibi giusti, il mobilio, l'abbigliamento, le arti, per ciascuno dei quattro segmenti four 'brows' da lui identificati. Questo divenne una preoccupazione nazionale, dal momento che la gente cercava di identificare l'adeguata classe sociale, proprio basandosi sulle proprie cose preferite. Sebbene il middlebrow spesso evocasse disprezzo, Lynes lodava lo zelo e l'aspirazioni dei middlebrow.

### Difesa del middlebrow in J. B. Priestley
J. B. Priestley ha cercato di creare uno spazio culturale positivo ritagliato intorno al concetto di middlebrow – qualcosa di caratterizzato da serietà, amichevolezza e preoccupazioni etiche. La sua linea difensiva prendeva spunto dalla funzione di una stazione radio: lodava, infatti, il BBC Home Service per la sua confortevole comprensibilità. a metà strada tra il Light Programme (intrattenimento leggero) e il Third Programme (il canale culturale): "Tra i rochi lowbrows e gli highbrows dalla erre moscia vi è un bel divario, che sembra fatto apposta per i middlebrows (o broadbrows) [...] la nostra familiare maniera".
In una lotta che, come sostenuto da Melba Cuddy-Keane, era resa più intensa e accesa dalla concorrenza per i lettori, da un lato, e, dall'altro, per il rispetto e la legittimazione che si reclamava per il capitale culturale nei confronti della produzione, del consumo e della comunicazione di massa, Virginia Woolf rispondeva sciogliendo l'acronimo BBC in un "Betwixt and Between Company" ("Azienda né carne né pesce").

### Dwight Macdonald: "Masscult and Midcult"
Il pensatore anarchico Dwight Macdonald, da posizioni radicali, espose una durissima critica alla cultura middlebrow in "un bellissimo e aristocraticissimo saggio" intitolato Masscult and Midcult. Against The American Grain ("Masscult and Midcult. Il contropelo all'America"), pubblicato, per la prima volta, sulle pagine della Partisan Review nel 1960: Macdonald associava il popolo e la moderna deriva industriale di allontanamento dalla specializzazione nella responsabilità di aver creato consumatori di arti in un mercato di massa (e che, già solo per quest'ultimo motivo, costituiscono una platea anonima e indistinta di soggetti). La cultura Highbrow, per Macdonald, è associata alla specializzazione dei connoisseur, mentre la cultura lowbrow comporta prodotti popolari autenticamente adatti a specifiche comunità. La cultura di massa (che egli preferisce chiamare masscult) copia e manipola entrambe queste tradizioni, con prodotti in serie privi di innovatività o si preoccupa espressamente del mercato. Lo stesso nome, masscult, che Macdonald attribuisce alla cultura di massa rivela la sua intenzione di disconoscerne perfino lo status di cultura, in quanto prodotto  "macinato" e confezionato da una "catena di produzione" industriale, da offrire in pasto al consumo di masse indistinte, un "prodotto uniforme il cui umile scopo non è neppure il divertimento, perché anche questo presuppone vita, e quindi sforzo, ma semplicemente la distrazione. Può essere stimolante o narcotico, ma dev'essere di facile assimilazione. Non chiede nulla al suo pubblico, perché è «completamente soggetto allo spettatore». E non dà nulla".
Questo crea un'America in cui dominano omogeneità e livellamento e una cultura pluralistica non può nemmeno esistere.
Nella visione di Macdonald, "la cultura alta era rappresentata, tanto per capirci, da Joyce, Proust, Picasso, mentre quello che veniva chiamato Masscult era dato da tutta la paccottiglia hollywoodiana, dalle copertine del Saturday Evening Post e dal rock [...]".
Il Midcult, al contrario, emerge con la cultura middlebrow e copia e adultera in modo spericolato la cultura alta, spargendo ovunque il suo tiepido velo fangoso che minaccia l'alta cultura. Il Midcult "delineava un terzo livello [...] una cultura media rappresentata da prodotti d'intrattenimento che prendevano a prestito anche stilemi dell'avanguardia, ma che era fondamentalmente Kitsch. Tra i prodotti Midcult, MacDonald poneva, per il passato, Lawrence Alma-Tadema e Edmond Rostand, e per i tempi suoi Somerset Maugham, l'ultimo Hemingway, Thornton Wilder".
Celebri, a tale proposito, sono, in quello scritto, le stroncature di opere di grande successo come Il vecchio e il mare di Ernest Hemingway e Piccola città di Thornton Wilder, e dell'intera architettura neogotica dei college americani (incluso, quindi, quello della sua alma mater, la Yale University).
Macdonald scrive che, mentre nel Masscult "il trucco è scoperto" e consiste nel "piacere alle folle con ogni mezzo",  il Midcult, invece, riserva "un duplice tranello: finge di rispettare i modelli dell'Alta Cultura mentre, in effetti, li annacqua e li volgarizza. Il nemico che se ne sta fuori le mura è facilmente individuabile. Ciò che rende pericoloso il Midcult è la sua ambiguità. Perché il Midcult si presenta come facente parte dell'Alta Cultura". Promuoveva una separazione tra i "brows" in modo che "i pochi che si curano della buona letteratura, pittura, musica, architettura, abbiano la loro Alta Cultura, e non confondiamola con il Midcult".

## Commercializzazione del middlebrow
Sono spesso indicati come middlebrow il circolo dei lettori chiamato Book-of-the-Month Club e il Book Club, quest'ultimo un programma televisivo di infotainment condotto da Oprah Winfrey, lanciati sul mercato per portare classici della lettura e letteratura highbrow alla middle class statunitense. Questo è stato sottolineato con particolare forza quando Jonathan Franzen, dopo che era stato scelto il suo Le correzioni, rimarcò in molte occasioni come alcune delle scelte dell'Oprah's Book Club fossero middlebrow. Nel suo influente A Feeling for Books, resoconto del Book-of-the-Month Club (come era stato dal suo inizio nel 1926 fino agli anni '80, quando si trasformò in un'operazione puramente commerciale), Janice Radway sostiene che la cultura middlebrow non è solo un simulacro e una impersonificazione annacquata del gusto highbrow, ma, invece, si è distintamente definito in sé in sfida  dell'alta cultura di avanguardia.  Il club librario offriva agli abbonati una scelta letteraria fatta da giudici esperti e "generalisti", ma considerava come fondamentale l'esperienza personale ed emozionale del leggere un libro, mantenendo, al contempo, alti standard di "qualità letteraria"‘. In questo modo, il club era in opposizione alla critica mossa in generale alla cultura middlebrow, come esperienza costrittiva alla cultura alta. Invece, Radway dimostra come la cultura middlebrow permetta ai lettori di accedere, in modo simultaneo, alle sfide sia intellettuali sia emozionali che le buone letture pongono al lettore. Radway identifica anche la contraddittorietà dei messaggi di genere veicolati dalle scelte editoriali: se da un lato, infatti, il marketing del Club aveva un forte orientamento verso un pubblico di lettrici di sesso femminile, compresa l'enfasi posta sul piacere emotivo dei libri, d'altro canto, l'accento posto sulla letteratura intellettuale e accademica del middlebrow intrappolava il lettore in costrittivi standard di valore maschili, classificando come 'grandi libri' quelli che sono in linea con classificazioni tecniche e maschili di eccellenza.

## Dibattito sul Middlebrow contemporaneo
Il dibattito sulla "linea di discrimine tra Cultura Alta e Cultura Bassa" è stato molto acceso intorno alla metà del XX secolo, ma continua a riaccendersi ogni tanto, con regolarità, "ma sempre da nuovi punti di vista", perfino in un'epoca, come gli anni 2000 e 2010, in cui, in alcune società, la storica distinzione in due (o tre) livelli è divenuta più sfumata.
Slate suggerisce che la fine degli anni 2000 e i primi anni 2010 potrebbero essere considerati come "l'età dell'oro dell'arte middlebrow" —riferendosi a prodotti televisivi come Breaking Bad, Mad Men, I Soprano e The Wire e romanzi come Libertà di Jonathan Franzen, La trama del matrimonio di Jeffrey Eugenides e Il tempo è un bastardo di Jennifer Egan. Nella stessa categoria middlebrow Slate annovera, ad esempio, i film di Aaron Sorkin. Lo stesso Slate è stato definito giornalismo middlebrow.
In una articolo apparso sul Jewish Ideas Daily nel marzo 2012, Peodair Leihy ha descritto l'opera del cantautore e poeta Leonard Cohen  come "una sorta di pop—upper-middle-brow, o lower-high-brow, come minimo, ma pur sempre pop". Questa categorizzazione estetica è stata teorizzata anche in un saggio scritto da William Deresiewicz nel novembre dello stesso anno per The American Scholar, in cui Deresiewicz propone l'aggiunta del segmento "upper middle brow", per indicare una collocazione culturale in posizione intermedia tra masscult e midcult, definito come "assai di gran lunga più sottile del Midcult. È post- piuttosto che pre-ironico, con il suo sentimentalismo celato sotto un velo di fresco. È tagliente, abile, informata, alla moda, e inventiva almeno nella forma".
Su The New Yorker, la giornalista Macy Halford caratterizza Harper's Magazine, e lo stesso New Yorker, come dei media "percepiti spesso quali esempi tipici del middlebrow: entrambe le riviste sono dedicate al segmento alto ma anche al renderlo accessibile a molti; al prendere idee che potrebbero rimanere confinate in torri d'avorio e testi accademici, o in scene high-art (o film, o teatro), e portarle sulle pagine di un periodico relativamente poco costoso che può essere acquistato nelle librerie e nelle edicole sparse ovunque in tutto il paese (e ora anche su Internet)". Fa notare, inoltre, l'effetto di Internet sul dibattito intorno al middlebrow: "Internet ci sta costringendo a ripensare (ancora una volta) quale sia il significato di “middlebrow” in un'era in cui ciò che è più elevato è accessibile allo stesso modo del più infimo —accessibile nel senso che entrambi sono a portata di un click [...] — è davvero pensare di nuovo come percorrere questa via di mezzo". La Halford così descrive Wikipedia: "Wiki è essa stessa una specie di prodotto middlebrow" con le sue voci che "forniscono davvero un rapido sommario".
Nel 2010 Umberto Eco sottolineava come il problema di demarcazione dei livelli si può dire abbia assunto una diversa prospettiva e si ponga in termini assai diversi nel XXI secolo, epoca in cui la distinzione si è spostata "dai contenuti o dalla loro forma artistica" alle modalità della loro fruizione, laddove un classico prodotto di Cultura Alta, come l'ascolto di musica composta da Ludwig van Beethoven possa essere fruita, al pari di Jingle Bells,  come "suoneria per il telefonino o musica da aeroporto (o da ascensore) [...] nella disattenzione, come avrebbe detto Walter Benjamin, e quindi diventa (per chi lo usa così) molto simile a un motivetto pubblicitario. Al contrario un jingle nato per pubblicizzare un detersivo può diventare oggetto di attenzione critica, e di apprezzamento per una sua trovata ritmica, melodica o armonica". Più che l'oggetto, in casi simili è lo sguardo a cambiare, più o meno attento e impegnato: "c'è lo sguardo impegnato e lo sguardo disattento, e per uno sguardo (o udito) disattento si può proporre anche Richard Wagner come colonna sonora per L'isola dei famosi. Mentre i più raffinati si ritireranno ad ascoltare, su un antico vinile, Non dimenticar le mie parole" di Giorgio Gaber.

### Dibattito culturale in Italia
Con riferimento alla cultura italiana non esiste un animato dibattito su tali categorie culturali, paragonabile alla "guerra dei brows" degli anni '30 in Inghilterra e alle polemica di Macdonald negli anni '60.
Nel 1965, intervistato dal programma televisivo L'approdo, settimanale di lettere ed arti, andata in onda sul Primo Canale della RAI il 9 marzo di quell'anno, Alberto Moravia si cimentava nel tentativo di tracciare una linea di demarcazione tra la cultura di massa e il Midcult teorizzato da Macdonald e, dopo averne esposto una definizione, provava a fornirne alcuni esempi di prodotti appartenenti a questa categoria intermedia:

Al primo posto metteva Cuore di Edmondo De Amicis, da lui ritenuto "il colosso dei colossi" del genere e una sorta di "modello del Midcult"; seguivano, poi, il Così parlò Zarathustra di Friedrich Nietzsche, le Les Nourritures terrestres di André Gide, le opere di due prolifici e fortunati romanzieri, Archibald Cronin e Ferenc Körmendi, il Giovanni Episcopo di Gabriele D'Annunzio (definito da Moravia come vero capolavoro del Midcult libertino e dostojevskiano, opera compiutamente artificiosa e da considerarsi "completa nel suo genere"), e Il dottor Živago di Boris Pasternak (autore, d'altro canto, che Moravia afferma di stimare sia sul piano umano e personale sia sul piano artistico-letterario, come grande poeta).

### Canzone d'autore italiana
Nella storia della classe media del secondo dopoguerra italiano e del boom economico, un posto importante, benché sottovalutato, è occupato dal fenomeno musicale della canzone d'autore italiana, quel filone che, per mano dei suoi autori (cantautori), operò "la valorizzazione di quel genere eminentemente popolare e 'di massa' che è la canzone", raccogliendo successo e consensi soprattutto nelle "frazioni più intellettualizzate e a elevata scolarizzazione" della società, "alla ricerca di titoli di 'nobiltà culturale' per un genere culturale anch'esso tipicamente medio, middlebrow direbbero gli americani, di cui appropriarsi e in cui riconoscersi".

### Midcult italiano degli anni '90
A caratterizzare il middlebrow italiano degli anni '90 si è cimentato Vittorio Giacopini con una breve esemplificazione contenuta nella sua prefazione all'edizione 1997 del saggio di Dwight Macdonald: secondo Giacopini possono essere ascritti al Midcult di Macdonald "prodotti e personaggi tipici del [...] paesaggio culturale" italiano; sono da annoverare tra questi "la Bibbia tradotta dall'operaio-scrittore misticheggiante" (Erri De Luca), "il giovane cannibale che scrive a quattro mani (con papà) un manualetto sui rapporti tra «adulti e piccini»" (Niccolò Ammaniti), "il raffinato massmediologo che tesse l'elogio degli «analfabeti di tutto il mondo» (Alberto Abruzzese).